# مطلب طاعت و پیمان و صلاح از من مست
غزلی با مطلع «مطَلَب طاعت و پیمان و صلاح از من مست »، غزل شمارهٔ ۲۴ از دیوانِ حافظ در تصحیحِ محمد قزوینی و قاسم غنی است.